# Comuna Bukî, raionul Jîtomîr, regiunea Jîtomîr
Bukî (în ucraineană Буківська сільська рада) este o comună în raionul Jîtomîr, regiunea Jîtomîr, Ucraina, formată din satele Bukî (reședința), Nova Rudnea, Rudenka și Trîhirea.

## Demografie
Componența lingvistică a comunei Bukî
     Ucraineană (97,63%)
     Rusă (2,37%)
Conform recensământului din 2001, majoritatea populației comunei Bukî era vorbitoare de ucraineană (97,63%), existând în minoritate și vorbitori de rusă (2,37%).